# Ликуд
Ликуд (хебр. הליכוד, дословно консолидација) је политичка странка у Израелу. Највећа је израелска партија десног центра.

## Историја
Ликуд има своје корене у ревизионистичком ционизму чији је оснивач био Зе'ев Јаботински, као и у либералној и националистичкој идеологији. Одмах након стварања Израела основана је странка Херут (Слобода), којој се 1961. придружила организација Либралим (либерали) у изборном блоку Гахал (тај блок је чинио главну снагу опозиције).
1973. уједињевањем Гахал-а са још странака створена је коалиција Ликуд од стране Менахема Бегина, која је победила изборе 1977, и по први пут Лабуристичка партија је отишла у опозицију. 1988. Ликуд је претворен из коалиције у јединствену партију.
У економској политици странка се залаже за либерализам (и због тога је традиционални ривал Лабуристичкој партији) али и за врло наглашенију националистичку реторику. Међутим, треба напоменути да сви њени лидери (као премијери) били активни у мировним преговорима са Египтом 1977.-1979. и са Палестинцима 1991. и 1998.
Менахем Бегин, (израелски премијер од 1977), био је лидер Ликуд-а од 1973. до 1983. године. Од 1983. до 1993. лидер је био Јицак Шамир, затим Бенјамин Нетанјаху, (премијер од 1996. године), од 1993. до 1999. а потом Аријел Шарон, (премијер од 2001), од 1999. до 2005. године.
2005. Шарон је као премијер донео одлуку о тоталном израелском повлачењу из појаса Газа, што је значило да се дефинитивно напушта идеал "Великог Израела". Ова одлука је довела до раскола унутар странке и Шарон је са својим присталицама основао странку Кадима. Нетанјаху се после раскола вратио на чело партије али је на изборима 2006. Ликуд претрпео крах, изгубивши хегемонију у оквиру израелске деснице.
Ликуд тренутно подржава решење "две државе за два народа", с циљем окончавања израелско-палестинског конфликта, али је веома опрезан и сматра да признање државе Палестине долази тек након прихватања постојања Израела од стране свих палестинских политичких снага, укључујући радикално-исламистички Хамас.
Странка се опоравила и под вођством Нетанјахуа (који се вратио на премијерску функцију 2009) победила на изборима 2009, 2013. и 2015.

## Лидери
- Менахем Бегин (1973.-1983)
- Јицак Шамир (1983-1993)
- Бенјамин Нетанјаху (1993.-1999)
- Ариел Шарон (1999.-2005)
- Бенјамин Нетанјаху (2005.-тренутно)